# Ernesto Almirante
Ernesto Almirante, né à Mistretta le 24 septembre 1877 et mort à Bologne le 13 décembre 1964, est un acteur italien.

## Biographie
Né à Mistretta dans une famille d'acteurs, Almirante a travaillé plusieurs années sur scène avec son père Nunzio. Il a également été actif en tant qu'agent et organisateur de compagnies .
Après un  rôle au cinéma en 1919 dans un film muet de Federica d'Illirio, à partir du milieu des années 1930 il devient un des plus actifs acteurs de genre de son temps. En 1955, il prend sa retraite dans une maison de retraite pour acteurs de Bologne. Il est l'oncle de politicien Giorgio Almirante.

## Filmographie partielle
- 1939 : Ai vostri ordini, signora de Mario Mattoli
- 1940 : Manovre d'amore de Gennaro Righelli
- 1940 : Le Témoin (Il testimone) de Pietro Germi
- 1940 : La Fille du corsaire : (La figlia del Corsaro Verde) d'Enrico Guazzoni
- 1941 : L'avventuriera del piano di sopra de Raffaello Matarazzo
- 1947 : L'Honorable Angelina ( L'onorevole Angelina) de Luigi Zampa
- 1948 : Les Années difficiles ( Anni difficili) de Luigi Zampa
- 1949 : Tocsin (Campane a martello) de Luigi Zampa,
- 1950 : Sa Majesté monsieur Dupont (Prima comunione) d'Alessandro Blasetti
- 1950 : 
  - Je suis de la revue (Botta e risposta) de Mario Soldati : le colonel
  - Cœurs sans frontières (Cuori senza frontiere) de Luigi Zampa
- 1951 : 
  - Gendarmes et Voleurs ( Guardie e ladri) de Mario Monicelli et Steno
  - Totò e i re di Roma de Mario Monicelli et Steno
- 1952 : Le Cheik blanc (Lo sceicco bianco) de Federico Fellini